# Ахметова, Куляш Дильдаевна
Куляш Дильдаевна Ахметова (25 апреля 1946, род. Таласская область, Киргизская ССР) — казахская поэтесса. журналистка. Лауреат Государственный премии Республики Казахстана (2006).

## Биография
Родилась 25 апреля 1946 года в Таласской области Киргизской ССР. Казашка. Отец — Ахметов Дильда, ныне покойный, был рабочим. Мать — Кудайбергенова Бегзада, ныне покойная, была служащей.
Окончила Джамбулское медицинское училище (1966), медсестра; факультет журналистики Казахского государственного университета им. С. М. Кирова (1973), журналист.

## Творчество
- Автор книг «Ақ гүлім менің», «Сен менің бақытымсың», «Бұлақтағы жұлдыздар», «Год любви», «Мейірім», «Жапырақ — жаздың жүрегі», «Құтандардың қайта оралуы», «Жасыл жағалау», «Арғымақтардың даласы», «Наурыз нұры», «Күн шыққанда күліп оян», «Бақ», «Құт», «Махаббат»; в настоящее время готовит книгу публицистики «Береке».
- Владеет казахским, русским и несколькими тюркскими языками.

## Трудовая деятельность
- Член КПСС (1969—1989).
- В 1961 году — первая публикация на страницах краевой газеты.
- С 1966 по 1968 годы — фельдшер медпункта с. Учарал Таласского района Джамбулской области.
- С 1973 года — корреспондент газеты «Қазақстан пионері».
- С 1977 года — редактор издательства «Жалын».
- С 1982 года — на творческой работе.

## Награды
- 1978 — Лауреат премии Союза молодежи Казахстана
- 2004 — Лауреат Государственная стипендия области литературы и искусства РК[1]
- 2006 — Лауреат Государственный премии Республики Казахстана[2]
- 2006 — Орден Курмет
- 2017 — Орден Парасат[3]
- Почетный гражданин Жамбылской области